# Округ Пезинок
Округ Пезинок (слч. Okres Pezinok) округ је у Братиславском крају, у Словачкој Републици. Административно средиште округа је град Пезинок.

## Географија
Налази се у источном дијелу Братиславског краја.
Граничи:
- на сјеверу је Округ Малацки,
- источно Трнавски крај,
- западно Округ Братислава III,
- јужно Округ Сењец.

Клима је умјерено континентална.

## Становништво
| Година:    | 1994.  | 2004.   | 2014.   | 2024.    |
| ---------- | ------ | ------- | ------- | -------- |
| Број људи: | 53 171 | 55 390  | 60 445  | 70 063   |
| Разлика:   |        | +4,17 % | +9,12 % | +15,91 % |

| Година:    | 2023.  | 2024.   |
| ---------- | ------ | ------- |
| Број људи: | 69 953 | 70 063  |
| Разлика:   |        | +0,15 % |

Према подацима о броју становника из 2011. године округ је имао 57.975 становника. Словаци чине 95,17% становништва.
| Етнички састав (2011)‍ | Етнички састав (2011)‍ | Етнички састав (2011)‍ | Етнички састав (2011)‍ | Етнички састав (2011)‍ |
| --------------------- | --------------------- | --------------------- | --------------------- | --------------------- |
|                       |                       |                       |                       |                       |
| Словаци               | Словаци               |                       | 0                     | 95,17%                |
| Чеси                  | Чеси                  |                       | 0                     | 0,7%                  |
| Мађари                | Мађари                |                       | 0                     | 0,56%                 |
| остали, непознато     | остали, непознато     |                       | 0                     | 3,57%                 |

## Насеља
У округу се налази три града и 14 насељених мјеста. Градови су Модра, Пезинок и Свети Јур, насеља Бахоњ, Будмерице, Виносади, Вињичње, Виштук, Дољани, Дубова, Јаблоњец, Лимбах, Пила, Словенски Гроб, Часта, Шенквице и Штефанова.